# Abbaye Saint-Pierre de Solesmes
Pour les articles homonymes, voir Abbaye Saint-Pierre.
L’abbaye Saint-Pierre de Solesmes est une abbaye bénédictine située à Solesmes dans la Sarthe, dont les origines remontent à 1010. Elle fait partie de la congrégation de Solesmes, ou congrégation de France, au sein de la confédération bénédictine. 
Simple prieuré dépendant de l'abbaye de la Couture au Mans jusqu'à la Révolution, l'abbaye de Solesmes doit sa renommée internationale à Dom Prosper Guéranger, restaurateur en 1833 de l'ordre des Bénédictins en France, ainsi qu'à la liturgie et au chant grégorien dont elle est un des hauts lieux.

## Situation
L'abbaye de Solesmes se trouve dans le bourg de Solesmes et domine la vallée de la Sarthe.
La confusion est parfois faite avec la commune de Solesmes dans le département du Nord qui possède un prieuré habité par quelques moines et non une abbaye.

## Histoire

### Moyen Âge

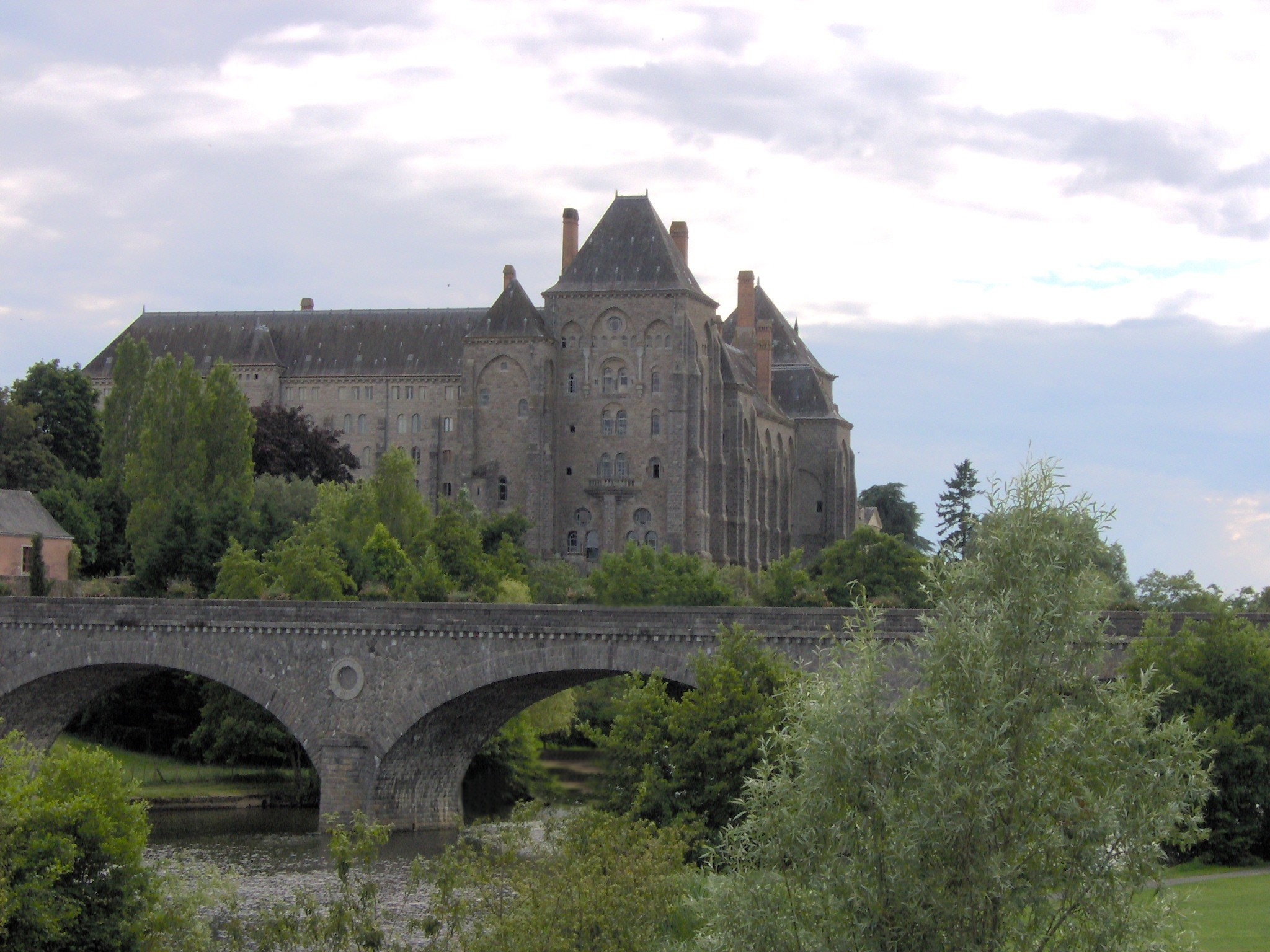
L'abbaye au bord de la Sarthe.

Un prieuré a été fondé au début du XIe siècle par le seigneur Geoffroy de Sablé, ayant fait don de domaines à l'est du château de Sablé autour de l'église de Solesmes, aux moines de l'abbaye Saint-Pierre de la Couture, au Mans. La dédicace de l'église a lieu un 12 octobre et la charte de fondation daterait de 1010. Les moines, aidés de rustici ruricoli (paysans cultivateurs) défrichent les environs, cultivent le seigle, la vigne et la fève et élèvent chevaux et bovins. Un bourg apparaît autour de l'abbaye à la fin du XIe siècle, et l'on construit une nouvelle église paroissiale, Sainte-Marie et quelques décennies plus tard la chapelle Saint-Aquilin (aujourd'hui au cimetière communal).
La charte de fondation est confirmée le 30 mars 1073 par Guillaume le Conquérant, suzerain du nouveau seigneur de Sablé, Robert le Bourguignon.
Urbain II, après son appel à la croisade du 20 novembre 1095 à Clermont, s'y rend le 14 février 1096 au retour de Poitiers et Angers, en chemin vers Tours, puis l'église et l'abbaye sont agrandies. Le Templier Robert de Sablé, seigneur de Sablé, grand maître de l'ordre du Temple et compagnon de Richard Cœur de Lion durant la troisième croisade, fait don du dixième de l'impôt de Sablé aux moines en 1170. Le Chevalier croisé rapporte de Terre sainte un morceau de la Sainte Épine, toujours vénérée aujourd'hui le lundi de Pâques.
La dalle funéraire de Robert de Sablé est visible dans l'église abbatiale de l'abbaye de Solesmes située près de la ville de Sablé-sur-Sarthe.
Les Plantagenêts perdent leurs possessions angevines au XIIIe siècle, mais le monastère ne souffre pas des débuts de la guerre de Cent Ans, au fil des décennies, il prend de l'importance, jusqu'à devenir prieuré conventuel et recevoir de nouvelles dotations. Cependant les premières attaques de la guerre touchent Solesmes après 1380. Pendant une cinquantaine d'années, la région subit les assauts des Anglais. Solesmes est ravagé, par dépit de n'avoir pu prendre Sablé, tenu par Gilles de Rais. Louis II d'Anjou confirme les privilèges de Solesmes en 1408, afin de lui accorder un répit financier et de permettre sa reconstruction, mais le nombre des moines tombe de douze à cinq en 1434. La région est économiquement sinistrée.
Solesmes se relève peu à peu à la fin du siècle, attirant toujours des vocations, un prieuré simple, Bouessay, est fondé en 1487.

### Renaissance

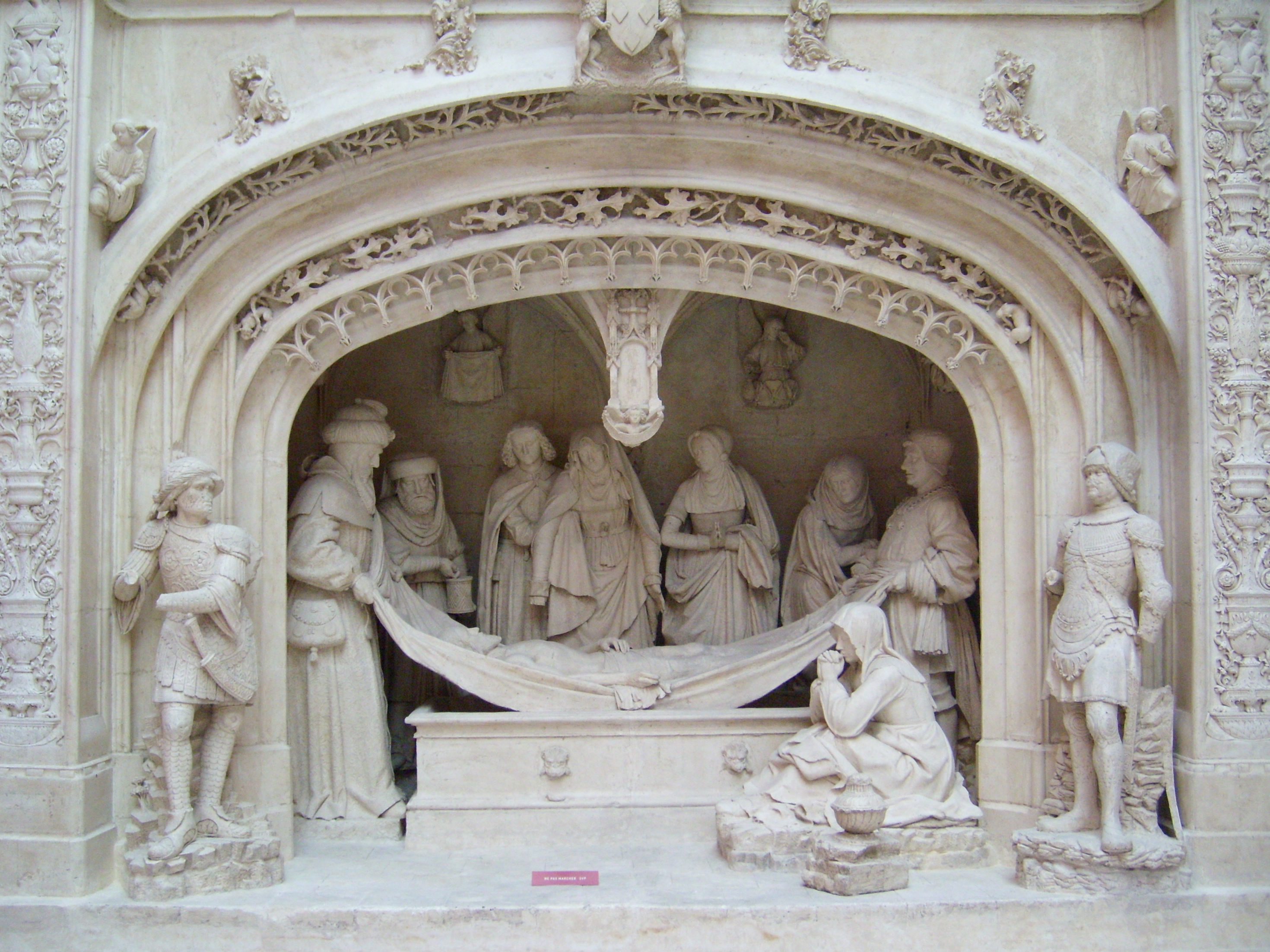
Mise au Tombeau du Christ.

La bataille de Formigny en 1450 met fin à la guerre de Cent Ans dans le pays angevin et dans le Maine. Les règnes de Louis XI et Charles VIII vont apporter prospérité à la région et à Solesmes. C'est l'époque dite « des grands prieurs de Solesmes », comme dom Philibert de la Croix (1469-1479) qui réorganise le domaine, remet en valeur les terres, entreprend des travaux d'irrigation et agrandit le prieuré ; Guillaume Cheminart (1486-1495) et Jean Bougler (1505-1556) qui commandent de grands ensembles sculptés, les Saints de Solesmes, chefs-d'œuvre de la Renaissance française. Dans le bras sud du transept le magnifique Tombeau de Notre-Seigneur (1496) de style gothique flamboyant date de cette époque de renouveau. Dom Bougler poursuit les travaux avec la remarquable Belle Chapelle aux nombreuses sculptures, véritables scènes mariales vivantes.

### Temps modernes

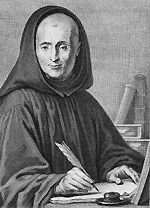
Jean Mabillon de la congrégation de Saint-Maur, qui fut en correspondance avec les moines de Solesmes.

Pendant les guerres de religion le prieuré est attaqué par les huguenots en 1567, mais il est défendu par la population. On fait construire le remarquable groupe sculpté du Recouvrement de Jésus au Temple dans la « Belle Chapelle » en ex-voto. Cependant une période de décadence, après ces brillantes années, commence avec la mise en commende à cette époque du prieuré. Il passe à des proches de Marie de Médicis. L'idéal monastique s'éteint et en 1659, il ne reste que quatre moines, dont l'un vit en concubinage notoire… L'abbaye de La Couture tente d'y mettre de l'ordre en envoyant un de ses moines, Dom de Boislaurent, et les anciens moines disparaissent dans la nature! Finalement La Couture installe en 1664 des moines de la nouvelle congrégation de Saint-Maur. Ceci marque la deuxième fondation de Solesmes. Le prieuré reprend la vie monastique, comme tant d'autres monastères bénédictins réformés par les mauristes en France. Le prieuré reste modeste, mais malgré ses faibles moyens l'on construit un nouveau portail vers 1670, tandis que l'église est restaurée, la clôture rétablie et qu'un vivier (les moines pratiquent l'abstinence de viande) est creusé. 
Tout est remis en cause par l'arrivée en 1671 d'un prieur commendataire, dom Étienne de Noyelle, qui accapare les revenus pour lui-même et se met à vivre à Solesmes comme un gentilhomme campagnard, ses compagnons devenus de véritables domestiques. On tente bien de l'emprisonner en 1680, puis de l'éloigner dans une autre abbaye, tandis que les moines reprennent leur vie normale, mais Dom de Noyelle obtient en 1685 un arrêt du Conseil d'État en sa faveur, se fait rembourser des fermages non versés et réside jusqu'à sa mort en 1706 au prieuré. Solesmes est condamné à l'indigence matérielle.
Heureusement un nouveau prieur titulaire arrive en 1712, Dom Edmond Duret. Il reconstruit enfin le prieuré, avec ses bâtiments actuels au bord de la rivière, formant un carré autour du cloître, la partie sud longeant l'église abbatiale. Sa façade classique à l'ouest domine de son fronton un petit jardin à la française. L'église est arrangée et redécorée vers 1740. Dix ans plus tard, Solesmes a l'autorisation de sortir du système de la commende, devenant en contrepartie une simple celle dépendant de La Couture. Mais Solesmes retombe dans une période d'atonie spirituelle. Les Mauristes abandonnent peu à peu, dans le contexte de l'époque dite des Lumières, l'observance. Ils vivent simplement comme des hommes pieux retirés à la campagne, se bornant à quelques prières.
Lorsque l'Assemblée Constituante interdit les vœux religieux, le 13 février 1790, un moine sur les sept (en fait le sous-prieur) rompt ses vœux, devenant curé constitutionnel, puis soldat de la république. Les autres refusent de prêter serment et sont emprisonnés. (L'un d'eux, Dom Pierre Papion, réussit à se cacher pour célébrer clandestinement des messes dans la région. Il sera ensuite, après la signature du Concordat, aumônier de l'hospice de Sablé.) Solesmes est vidé de ses occupants en mars 1791, et devient alors la maison de campagne d'un certain Henri Lenoir de Chantelou ; les archives du monastère sont brûlées lors d'un feu de joie « civique », le 14 juillet 1794. L'église rouvre au moment du Concordat et la famille Lenoir de Chantelou obtient de Napoléon lui-même que ses statues ne soient pas déplacées au Mans, comme le souhaitait le préfet.
En 1825, des administrateurs de biens rachètent les bâtiments monastiques et leur domaine de 145 hectares avec ses fermes. Ils décident vers 1832 de démolir les bâtiments : on commence par l'aile Est, aujourd'hui disparue.
C'est alors que le jeune abbé Prosper Guéranger, natif de la région, entre en scène.

### Dom Guéranger et la restauration

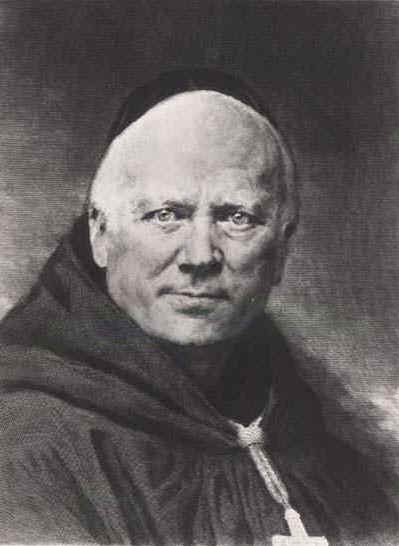
Dom Prosper Guéranger (1805-1875).

De jeunes prêtres du diocèse du Mans menés par l'abbé Prosper Guéranger reprennent la vie monastique le 11 juillet 1833 au prieuré de Solesmes, empêchant ainsi (à l'inverse de Cluny ou de Marmoutier) la disparition totale de l'abbaye. Ils sollicitent d'abord un bail, avant de la racheter plus tard, grâce à une souscription lancée entre autres par Sophie Swetchine. L'abbé Guéranger est élu prieur et l'abbé Auguste Fonteinne (1804-1889) est choisi comme cellérier. Les nouvelles constitutions de restauration de l'ordre de Saint-Benoît en France lui sont accordées après un voyage à Rome en 1837. C'est la naissance de la congrégation de Solesmes (ou congrégation de France). Prosper Guéranger émet ses vœux solennels le 26 juillet 1837 en la basilique Saint-Paul-hors-les-murs et reçoit en novembre les quatre premières professions de ses compagnons. 
Monastère rétabli, certes. Toutefois, encore manque-t-il de liturgie adaptée à la vie monastique. En effet, les dégâts de la révolution et du gallicanisme sont désastreux au XIXe siècle et Dom Guéranger ne peut pas trouver la liturgie romaine convenable. C'est la raison pour laquelle il se consacre à la rédaction d'ouvrages d'histoire monastique et ecclésiale, dont ses célèbres Institutions liturgiques, et à la restauration de son Ordre. Il publie de 1841 à 1866 les neuf volumes de l’Année liturgique, traduits dès le début en plusieurs langues. 
D'ailleurs, faute de connaissance musicale, il doit chercher quelqu'un capable de diriger la liturgie pour les besoins de ses moines. L'abbé trouve un excellent collaborateur, chanoine Augustin-Mathurin Gontier († 1881), auprès de la cathédrale Saint-Julien du Mans. Devenu ami, ce religieux aide amplement les célébrations de l'abbaye. Puis en 1856, Dom Guéranger peut charger Dom Paul Jausions d'étudier les manuscrits anciens musicaux. La restauration du chant grégorien commence dans ces circonstances. Soutenu par Dom Guéranger et l'évêque du Mans, le chanoine effectue une présentation distinguée au congrès pour la restauration du plain-chant et de la musique de l'Église tenu à Paris en 1860. La reforme liturgique de Dom Guéranger obtient désormais plus de soutien.
Le restaurateur fait agrandir le chœur de l'église abbatiale en 1865, devant l'afflux des vocations, et fait construire de nouvelles chapelles, dont celle du Sacré-Cœur.
L'église est classée au titre des monuments historiques par la liste de 1875.

### 1880 : La première expulsion

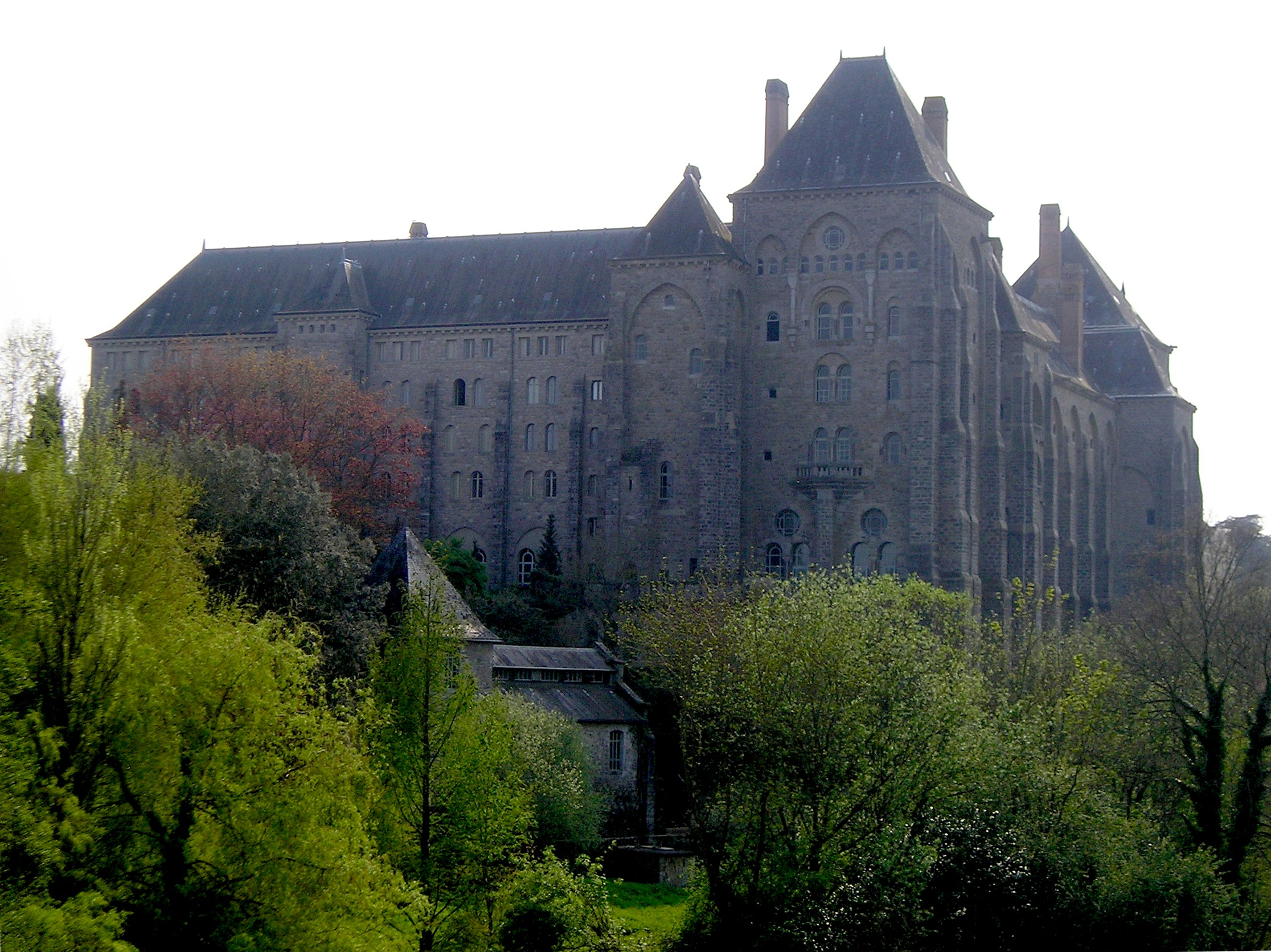
L'abbaye vue du pont.

Dom Charles Couturier est élu après la mort de « Dom Guerroyer », comme on surnommait le combattif Dom Guéranger. Il lui incombe d'asseoir la jeune congrégation qui avait refondé ou fondé l'abbaye Saint-Martin de Ligugé en 1853 et l'abbaye Sainte-Madeleine de Marseille en 1865. Mais l'orage gronde avec l'arrivée au pouvoir d'un gouvernement anticlérical. Léon Gambetta qui s'écrie : « Le cléricalisme, voilà l'ennemi ! » et Jules Ferry décident d'éliminer les congrégations religieuses de France. Les moines sont expulsés le 6 novembre 1880. 
Ils vivent alors discrètement en ville à Solesmes dans différentes petites maisons mises à leur disposition, ou dans des manoirs environnants, comme à Juigné ou à la Lortière. Un petit nombre tente de revenir en mars 1882, mais les téméraires sont expulsés par un détachement entier de gendarmerie… L'abbé suivant, dom Delatte, va s'efforcer à partir de 1890 de récupérer l'abbaye. Il lui faudra attendre le 23 août 1895, après des années de procédure. Le nouvel abbé entreprend tout de suite des travaux, comme le grand bâtiment au-dessus de la Sarthe qui sera considéré comme une provocation par les autorités locales, ou un nouveau réfectoire.

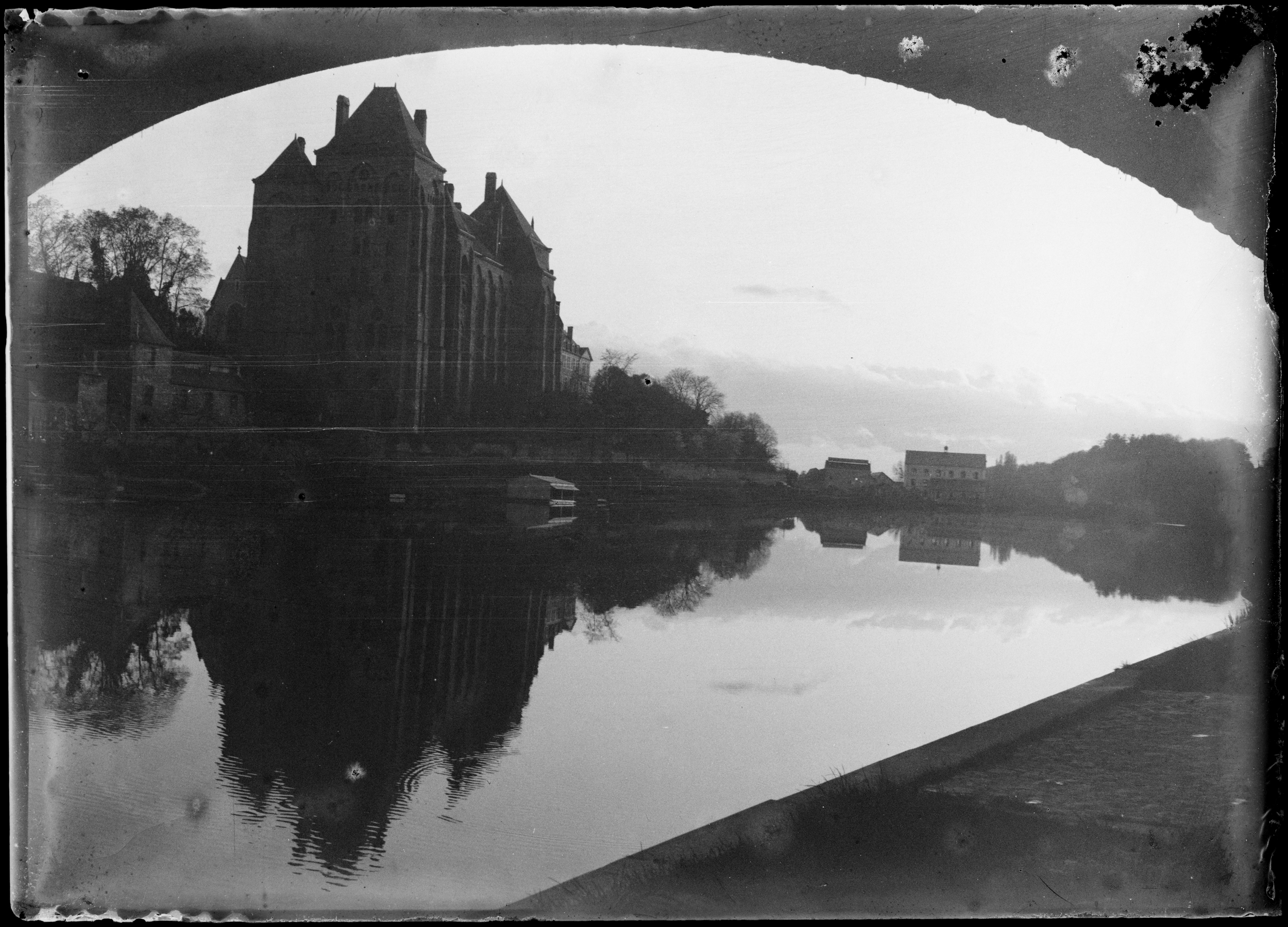
L'abbaye, photographiée par Georges Nitsch (musée de Bretagne).

### 1901 : l'exil
Finalement la loi sur les associations du 1er juillet 1901, qui entraîne l'expulsion des congrégations encore présentes en France, met un point final à ces années de compromis. Les bénédictins quittent Solesmes le 20 septembre pour l'Angleterre. Ils trouvent refuge à l'Île de Wight, où ils construisent une église provisoire en bois avec un toit en tôle ondulée. Ils achètent un peu plus tard un ancien monastère cistercien et le reconstruisent, le transformant en quelques années en une florissante abbaye de Quarr. 
Pendant ce temps, à Solesmes, le marquis Jacques de Juigné rachète à l'État en 1910 les bâtiments confisqués, pour la somme considérable de 301 000 francs, avec l'idée de les restituer aux moines, lorsque les temps seraient meilleurs. Il faudra attendre 1922…

### Époque contemporaine
Les moines ont la permission de revenir au cours de l'année 1922. Dom Bellot, assisté de Joseph Philippe reconstruit les galeries du grand cloître, la bibliothèque et le lavatorium. Le cardinal bénédictin Schuster vient célébrer les cérémonies du centenaire de la congrégation en 1937. Germain Cozien est abbé de l'abbaye de Solesmes de 1921 (les moines étaient alors encore exilés à l'abbaye de Quarr) à sa mort le 18 mars 1960.
Cette époque est florissante pour l'abbaye avec le renouveau de l'art sacré. Maurice Denis réalise les vitraux de la chapelle du Sacré-Cœur, Henri Charlier plusieurs sculptures et les premiers disques de chant grégorien ajoutent au renom de Solesmes.
Le poète Pierre Reverdy vit à partir de 1926 jusqu'à sa mort en 1960 à proximité de l'abbaye, qu'il rejoignait tous les jours, après avoir eu une révélation mystique. Il y écrit de nombreuses œuvres parmi ses plus célèbres. Simone Weil ou Marguerite Aron, professeur de lettres convertie au catholicisme qui mourut à Auschwitz, Jacques Maritain et son épouse Raïssa étaient des habitués des lieux. Leur ami Jean Bourgoint, futur frère Pascal de Cîteaux, y fait un séjour en octobre 1925.
En septembre 1939, cinquante-quatre moines sont mobilisés, seize sont faits prisonniers et trois tombent au champ d'honneur. Les moines partis à la guerre reviennent en juin 1940 au moment de l'Occupation. Commence un nouvel essor pour l'abbaye, alors que le régime de Vichy soutient le catholicisme. Il y a alors cent-vingt moines. Après la guerre, Solesmes s'attelle à de nouvelles fondations, à Fontgombault en 1948, au Sénégal et au Maroc. 
L’aggiornamento dû au concile Vatican II provoque une diminution considérable de l'usage du chant grégorien. Afin de satisfaire aux exigences de la réforme, l'atelier de Solesmes prépare spontanément, dans les années 1970, un antiphonaire, qui nécessite un immense travail de rédaction. Finalement, pour son ordre, l'Antiphonale monasticum est sorti à partir de 2005.
Dans les années 1980, l'abbaye héberge Paul Touvier, ancien milicien gracié par le président Pompidou puis accusé de crime contre l'humanité. 
Dans les années 2010, l'abbaye comprend une soixantaine de moines,.
L'abbaye a accueilli Roger Vangheluwe, ex-évêque de Bruges qui a reconnu avoir abusé sexuellement d'un enfant et qui a été contraint à la démission pour ces faits. En mars 2024, les responsables du monastère ont toutefois refusé de se prononcer sur sa présence. Dans un communiqué du 21 mars 2024, à la suite du renvoi de Roger Vangheluwe du clergé de l'Église catholique par le Vatican, les évêques de Belgique indiquaient : « Il a été convenu avec l'abbaye où il réside à ce jour qu'il peut continuer à y séjourner dans l'isolement ».

## Listes des prieurs et abbés
Abbés les plus connus :
- Prosper Guéranger, premier abbé
- Paul Delatte, troisième abbé, théologien

## Architecture et œuvres d'art
- La sépulture de François-Xavier de Bourbon-Parme, prince de Parme, se trouve au sein du cimetière.
- Deux sculptures d'Henri Charlier (sculpteur chrétien du début XXe, membre de l'Arche) :
  - Le gisant de Dom Guéranger, dans la crypte.
  - La Vierge à l'Enfant, dans le cloître.

## Fondations
L'abbaye de Solesmes a fondé de nombreuses abbayes et monastères pour moines et moniales à travers le monde qui forment la congrégation de Solesmes.

## Liturgie et chant grégorien

### Atelier des études
L'abbaye de Solesmes se distingue par d'immenses travaux sur la restauration du chant grégorien. Avant la création de la Paléographie musicale, Dom Guéranger chargea deux moines des études de manuscrits, dans l'optique de rétablir la liturgie ancienne. À la suite du décès inattendu de Dom Jausions, Dom Pothier avança ce projet.
- Dom Paul Jausions (1824 - 1854 arrivé à Solesmes - † 1870) ;
- Dom Joseph Pothier (1835 - 1858 - 1893 Saint-Martin de Ligugé - † 1923).

Les études évoluèrent avec la fondation de la série Paléographie musicale par Dom André Mocquereau en 1889. Désormais, l'atelier de la Paléographie y fonctionne en tant que centre des études grégoriennes. Si Dom Joseph Gajard lui succéda en tant que maître de chœur en 1914, Dom Mocquereau continuait ses études, et lors de sa mort en 1930, les tomes XIV et XV attendaient leur publication.
Par ailleurs, il faut souligner que cet atelier fut indispensable à la rédaction de l'Édition Vaticane, en préparant les notations requises, issues des manuscrits anciens. En effet, Dom Mocquereau avait été nommé membre de commission par le pape Pie X en 1904, et personne n'était capable de fournir les transcriptions à examiner, à l'exception de l'atelier de la Paléographie. Travail honorable, mais l'atelier de Solesmes dut disposer ses notations, tout gracieusement, jusqu'à l'achèvement de l'Édition en 1926 . À plein temps, 12 moines accomplissaient ces tâches,
- Dom André Mocquereau (1849 - 1875 - † 1930) ;
- Dom Joseph Gajard (1885 - 1909 - † 1972).

L'atelier connut une véritable difficulté durant la Deuxième Guerre mondiale. En effet, plusieurs chercheurs étaient captifs en Allemagne. L'atelier ne comptait que deux moines y compris Dom Gajard, et risquait d'être fermé. 
En 1948, la visite de Higinio Anglés, directeur de l'Institut pontifical de musique sacrée, revitalisa l'atelier avec son projet d'une édition critique
. Sous la direction de Dom Cardine, dans la seconde moitié du XXe siècle, de nombreuses découvertes importantes furent menées à bien. Plus précisément, deux moines renouvelèrent entièrement la connaissance scientifique. Dom Cardine donna naissance à la sémiologie grégorienne, une nouvelle science rétablissant proprement la nature du chant grégorien. Dom Claire découvrit la modalité grégorienne construite des cellules mères. Alors que les huit modes classiques (octoéchos) ne sont autres qu'une classification tardive et imparfaite, la modalité archaïque de Dom Claire est une vraie grammaire musicale du chant grégorien. 
- Dom Eugène Cardine (1905 - 1928 - † 1988) ;
- Dom Jean Claire (1920 - 1944 - † 2006).

Le successeur, Dom Daniel Saulnier approfondit encore des études, en obtenant son doctorat en 2005. Il était chargé d'enseigner auprès de l'Institut pontifical de musique sacrée. L'atelier n'oublie pas la collaboration. Ainsi, Solesmes avait disposé plus de 1 700 notations en faveur de la Communauté Saint-Martin, qui publia en 2008 Les Heures grégoriennes comptant 6 388 pages en 3 volumes, en répondant aux besoins nés de la reforme liturgique. Depuis 2011, Dom Patrick Hala, arrivé à Solesmes en 1983, dirige l'atelier.
S'ils n'étaient pas directeurs, d'autres moines aussi laissèrent des travaux distingués. Deux directeurs, Dom Cardine et Dom Saulnier, professeurs à l'Institut pontifical de musique sacrée, n'étaient à Solesmes que durant les vacances universitaires à Rome.
- Dom René-Jean Hesbert (1899 - 1922 - 1947 Saint-Wandrille - † 1983)
Vrai spécialiste des manuscrits, il effectua de nombreuses publications y compris Antiphonale missarum sextuplex (1935), Corpus antiphonalium officii (1963 - 1979) ; distinction par l'Académie française, prix Saintour (1959).
- Dom Jacques Froger (1909 - - † 1980)
En tant que membre de l'équipe formée en 1948, Dom Froger aussi devint spécialiste du texte critique[23],[24]. Il gardait toujours l'atelier et la Paléographie[25], remplaçant Dom Gajard âgé et de Dom Cardine demeurant à Rome. C'était lui qui casi termina la rédaction du texte en édition critique du graduel romain carolingien, base du chant grégorien, tenue à partir de 1960[26].
- Dom Jacques Hourlier (1910 - - † 1984)
L'équipe comptait un spécialiste de la notation musicale grégorienne. Ce chercheur et Dom Michel Huglo (voir ci-dessous) découvrirent, en 1952 à Londres, deux livres du chant vieux-romain[27]. (Jusqu'à nos jours, seuls cinq livres furent retrouvés, toujours par des moines de l'atelier de Solesmes.) Dom Hourlier soutint surtout une exposition organisée par le ministre de la Culture et de la Communication Jean-Philippe Lecat, Le Chant grégorien, une tradition millénaire, tenue du 5 décembre 1980 au 15 janvier 1981 à la chapelle de la Sorbonne[28].
- (Dom) Michel Huglo (1921 - 1940 - - † 2012) fut l'un des cinq membres de l'équipe de Dom Cardine dès 1948. Après une vie monastique, ce docteur ès lettres fut le fondateur de la section de musicologie de l'Institut de recherche et d'histoire des textes en 1977. Homme académique[29], Michel Huglo se consacra dorénavant à l'étude des manuscrits médiévaux[30].

### Publication des livres par les directeurs
Ces directeurs étaient pareillement les responsables de la publication, dans les deux catégories, livre de chant (abréviation C) ainsi que livre théorique (de même T). L'abbaye possédait sa propre imprimerie Saint-Pierre, jusqu'à l'exil de 1901. À la suite de cet événement, la publication fut confiée à l'édition Desclée à Tournai près de la frontière. Comme cette activité reste toujours importante, le monastère rétablit en 1983 sa propre édition, les Éditions de Solesmes.
- Dom Paul Jausions
C : Directorium Chori (1864, perdu à cause de l'incendie à Rennes)
- Dom Joseph Pothier
C : Liber gradualis (1883)
T : Mélodies grégoriennes (1880)
R : Revue du chant grégorien (1892, coéditeur)
- Dom André Mocquereau
C : Liber usualis (1896)
T : Nombre musical grégorien ou rythmique grégorienne (en deux tomes, 1908 et 1927)
R : Paléographie musicale (1889)
- Dom Joseph Gajard
C : Antiphonale monasticum (1934)
R : Études grégoriennes (1954)
- Dom Eugène Cardine
C : Graduel romain, Édition critique par les moines de Solemes (1957 - 1962, interrompu à la suite du concile Vatican II) ; Graduel neumé (1966) ; Graduale triplex (1979, consulteur) ; Liber hymnarius (1983)
T : Sémiologie grégorienne (1968 en italien, 1978 en français)
- Dom Jean Claire
— Ce directeur ne sortit aucun livre personnel. Mais ses études importantes furent présentées dans la Revue grégorienne et les Études grégoriennes[33].
- Dom Daniel Saulnier
C : Antiphonale monasticum (2005) ; Antiphonale romanum (2009)
T : Les Modes grégoriens (1997)

En collaboration avec l'édition de Desclée, l'abbaye de Solesmes publiait un véritable best-seller Liber usualis, utilisé dans le monde entier jusqu'à la réforme liturgique selon le concile Vatican II. Sa révision se continuait, même après le décès de Dom Mocquereau, jusqu'en 1964, afin de s'adapter aux modifications du calendrier liturgique ainsi qu'à la suite de nouvelles fêtes.
La qualité de son édition était et est appréciée non seulement par les exécutants religieux mais également par les musicologues et musiciens professionnels. Il suffit de citer un exemple. En 1958, quand le chœur de l'opéra d'État de Vienne voulut exécuter des œuvres a cappella sous la direction de Herbert von Karajan, le chef d'orchestre accepta ce concert particulier, à condition que la première partie soit constituée de chant grégorien d'après l'édition de Solesmes, singulièrement chanté par les membres masculins. Avant la répétition, Karajan choisit lui-même le répertoire.

### Maîtres de chœur
Au sein du monastère de Solesmes, l'étude et la pratique du chant liturgique sont étroitement liées. C'est la raison pour laquelle le directeur de l'atelier et le maître de chœur sont normalement identiques. 
- 1889 - 1914 : Dom André Mocquereau ;
- 1914 - 1971 : Dom Joseph Gajard ;
- 1971 - 1996 : Dom Jean Claire ;
- 1996 - 2003 : Dom Richard Gagné[35] (1954 - ) ; puis maître de chœur de l'abbaye Saint-Benoît-du-Lac ;
- 2003 - 2011 : Dom Yves-Marie Lelièvre ;
- 2011 - : Dom Bruno Lutz.

Sous la direction de Dom Claire, le chœur décrocha, en 1984, le grand prix de l'Académie du disque lyrique avec son disque enregistré en 1980, Noël, Messe de jour et Messe de nuit.

## Blason
L'abbaye de Solesmes porte : écartelé : aux 1 et 4, parti a. d'azur semé de fleurs de lys d'or b. de gueules à trois léopard d'or qui est l'abbaye de la Couture ; aux 2 et 3, d'or à l'aigle d'azur qui est Sablé ; sur le tout d'argent à une épine au naturel.

### Sources et bibliographie
- Les Saints de Solesmes, Images du patrimoine no 69,  (ISBN 978-2-906344-23-5)
- Dom Louis Soltner, osb, Solesmes et Dom Guéranger 1805-1875, Solesmes,  (ISBN 978-2-85274-005-1)

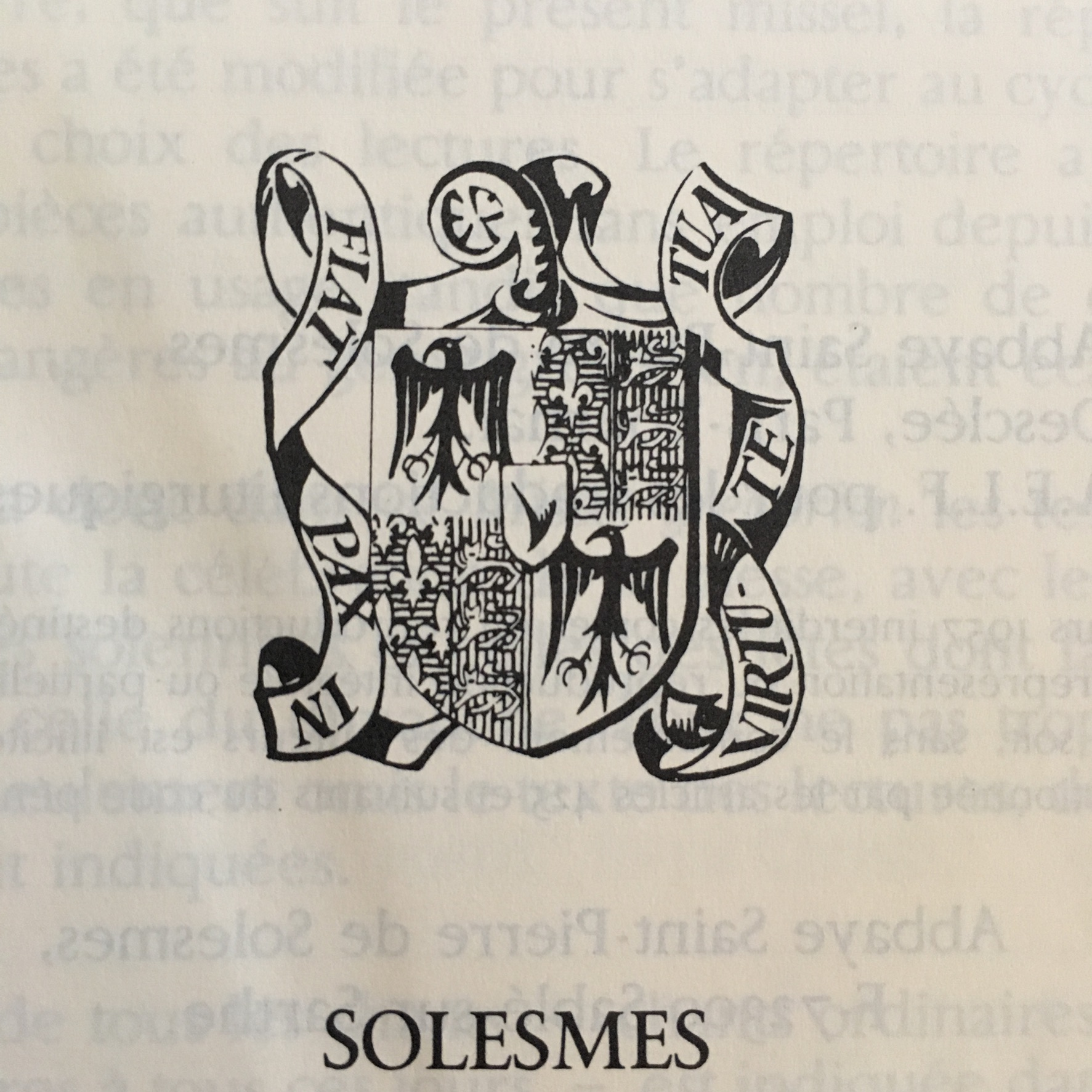
Dom Louis Soltner, osb, L'abbaye de Solesmes au temps des expulsions (1880-1901), Solesmes, 2005,  (ISBN 978-2-85274-292-5)
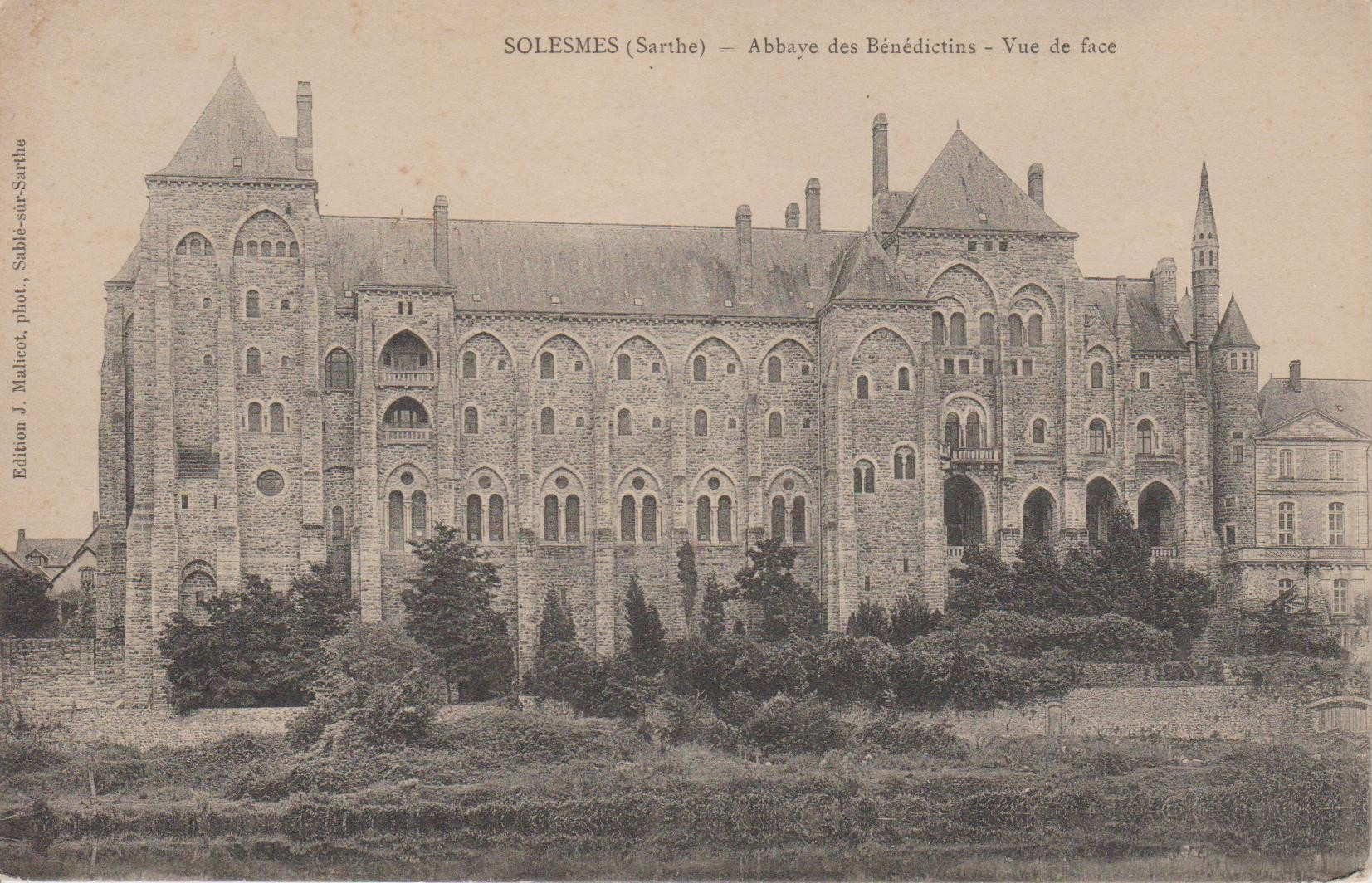
Au début du XXe siècle.
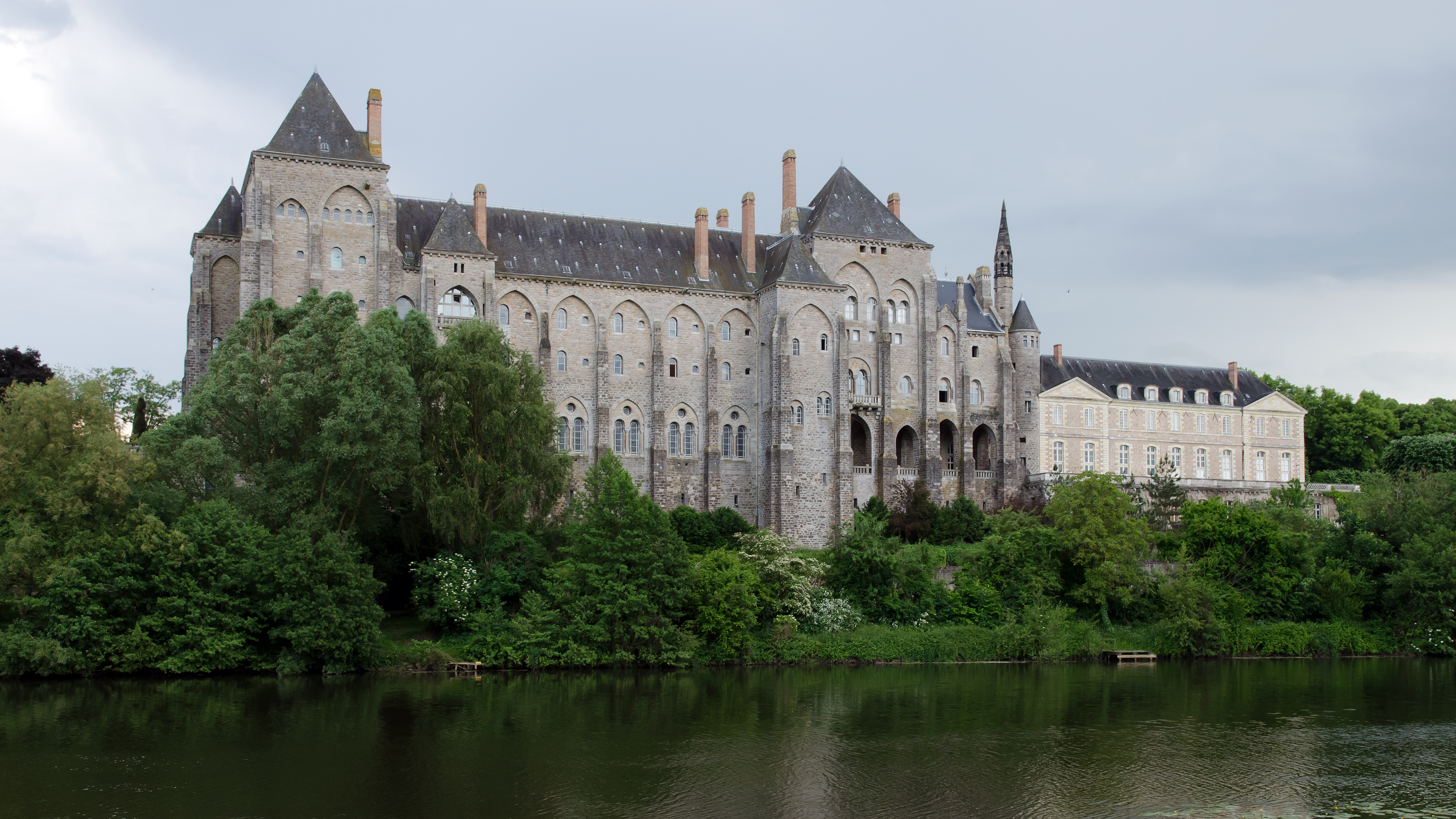
Vue générale de l'autre berge (2013).
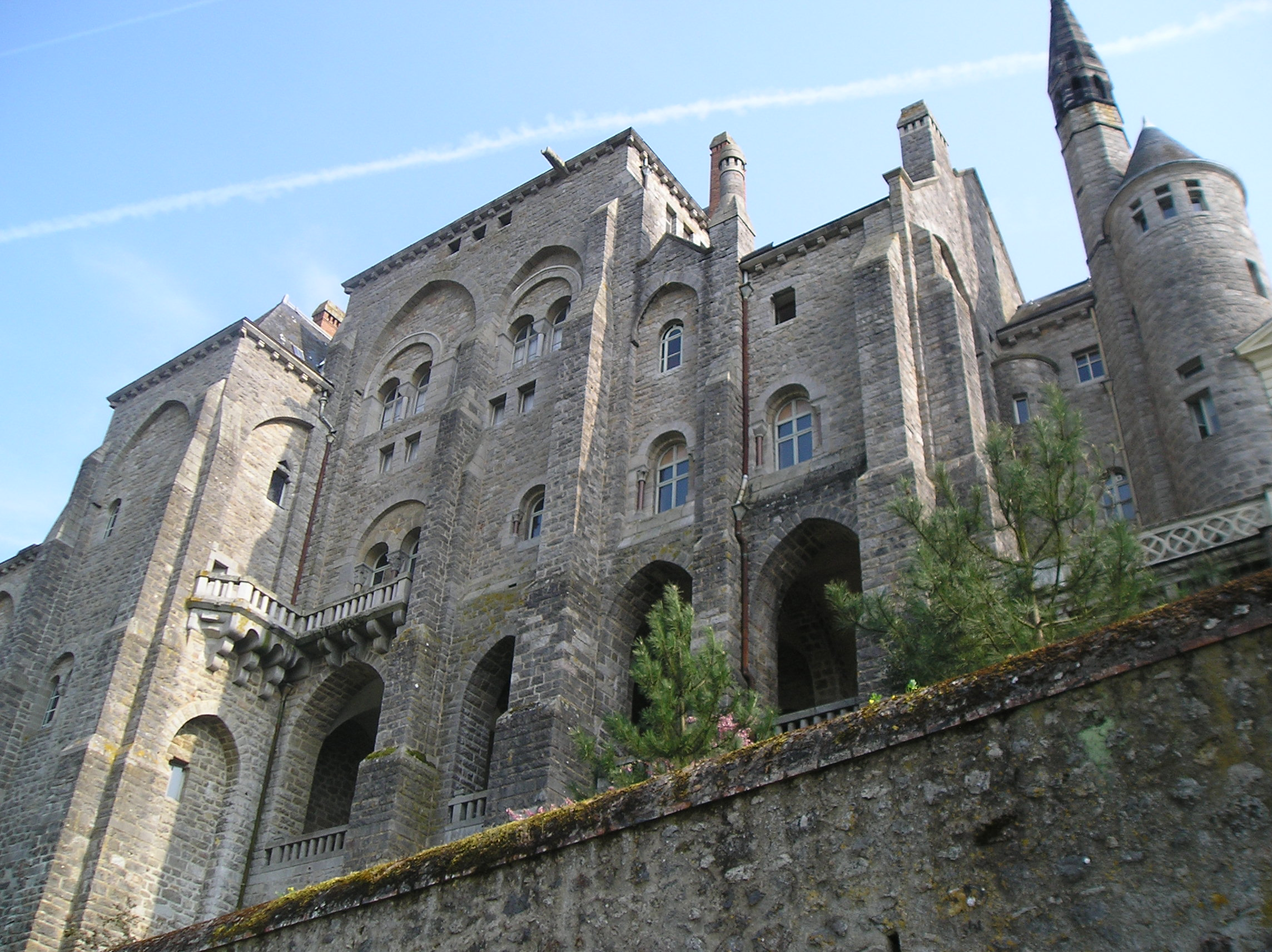
Vue du pied des remparts.
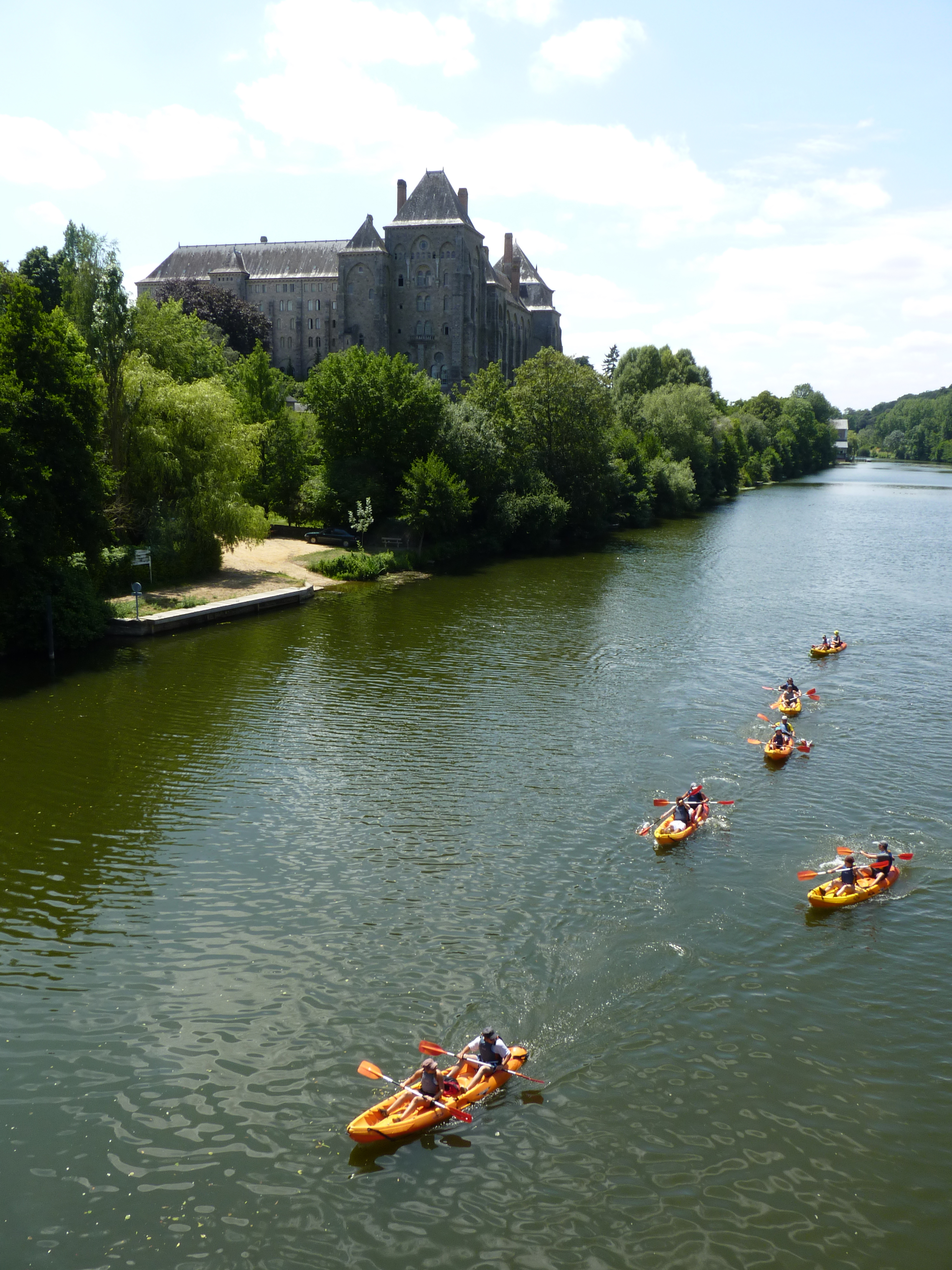
Vue de la Sarthe.
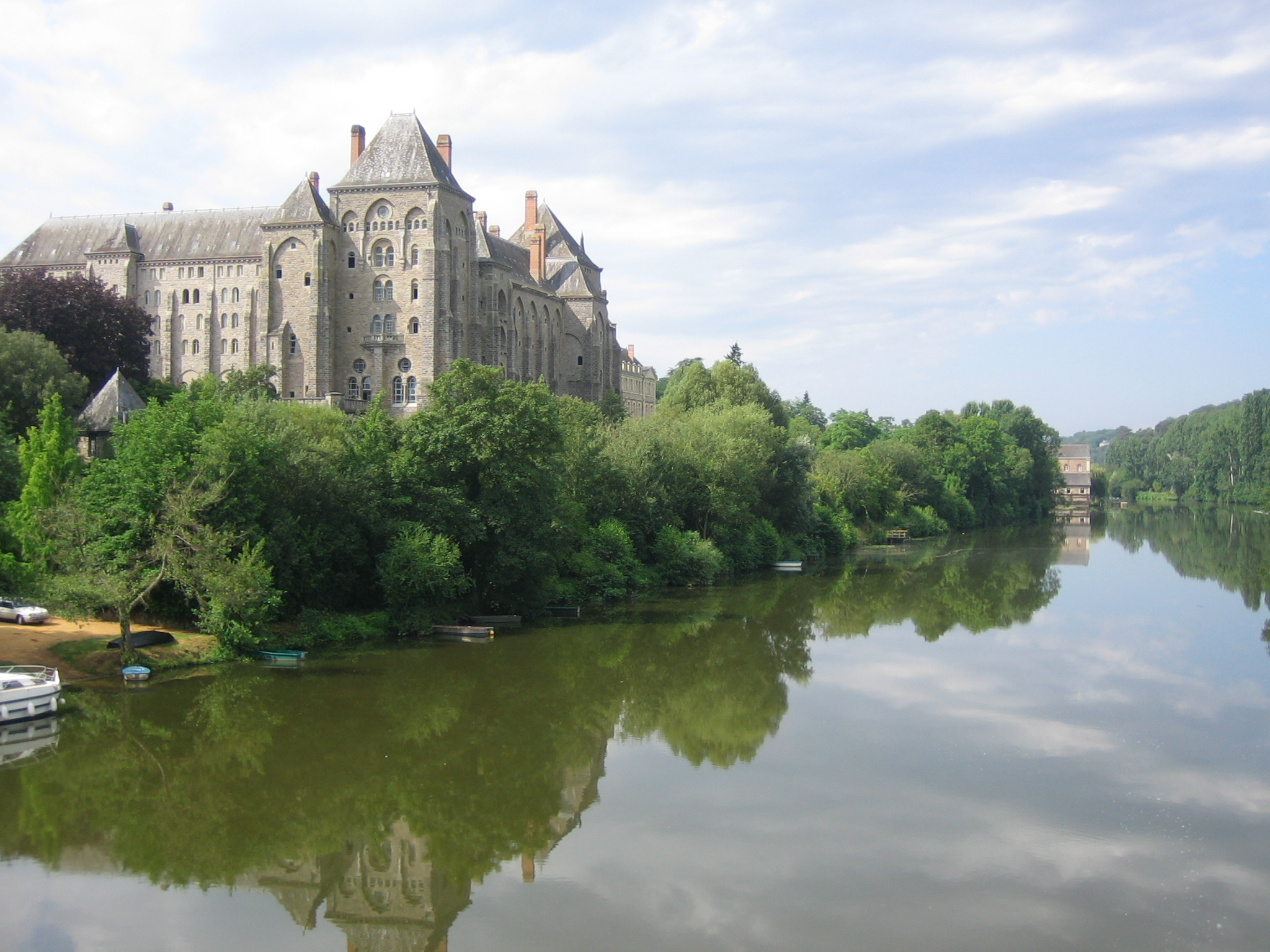
Les bâtiments dans leur environnement.

- Michel Naussiat, Solesmes 1010-2010 : La paix bénédictine (+ 1CD audio), Libra Diffusio, 2010,  (ISBN 978-2-84492-432-2)
- Dom Thierry Barbeau, Mille ans d'histoire à l'abbaye de Solesmes, ITF éditeur, Éditions de Solesmes, 2009
- Patrick Hala, osb, Solesmes, les écrivains et les poètes, Solesmes, 2011,  (ISBN 978-2-85274-356-4)
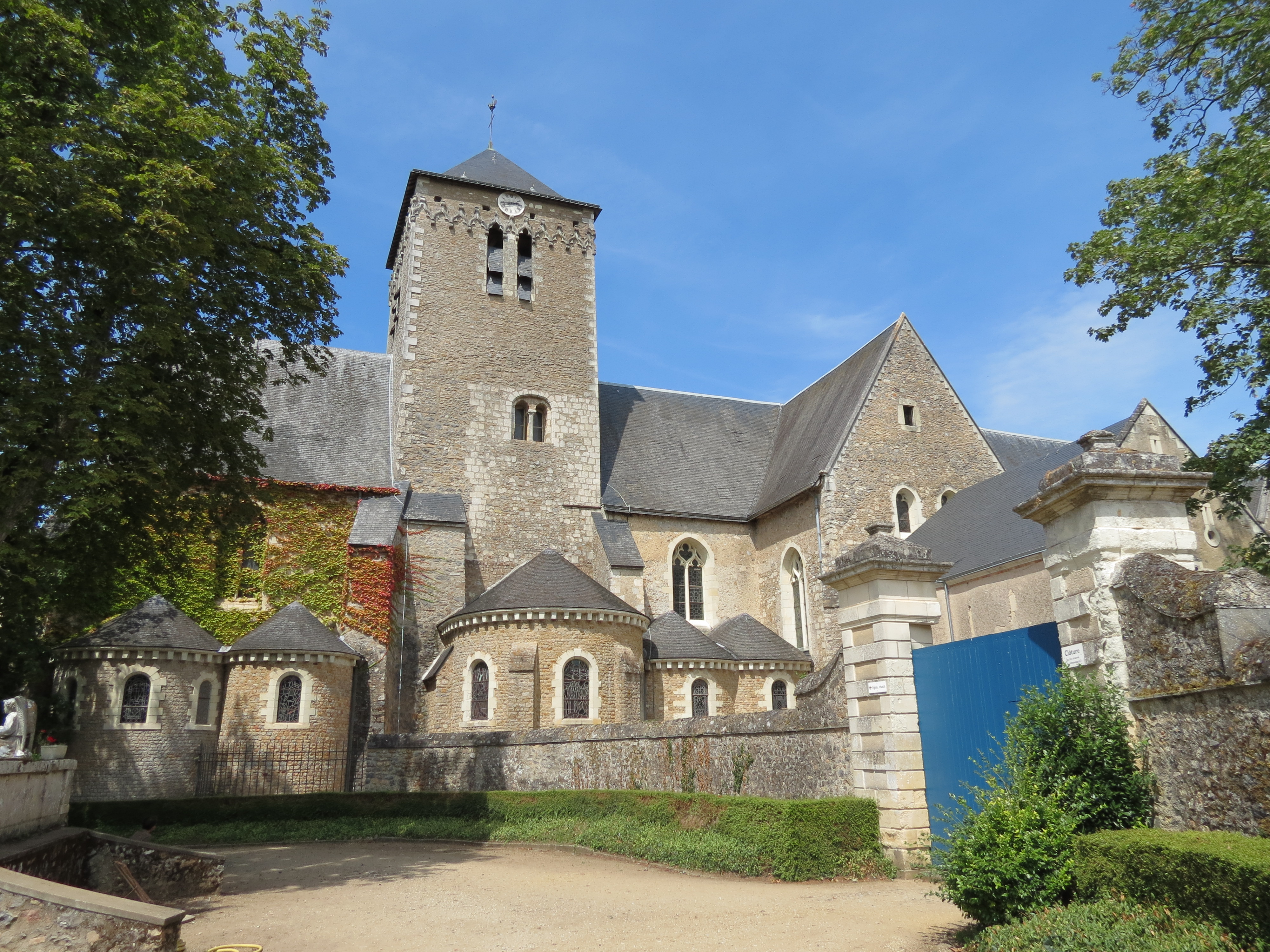
Abbaye Saint-Pierre de Solesmes, Lieu de prière et de paix, Solesmes, 2016, photos Arnaud Finistre,  (ISBN 978-2-85274-286-4)